# Bald Head Island
Bald Head Island è un villaggio degli Stati Uniti d'America, situato in Carolina del Nord, nella contea di Brunswick.
È stata la sede in cui si è girata la maggior parte delle scene del film Weekend con il morto.